# Oxyoppia yepesensis
Oxyoppia yepesensis är en kvalsterart som beskrevs av Muñoz-Mingarro 1987. Oxyoppia yepesensis ingår i släktet Oxyoppia och familjen Oppiidae. Inga underarter finns listade i Catalogue of Life.